# Jan Henryk Rosen

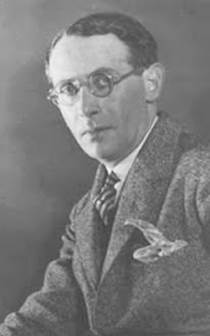
Jan Henryk Rosen

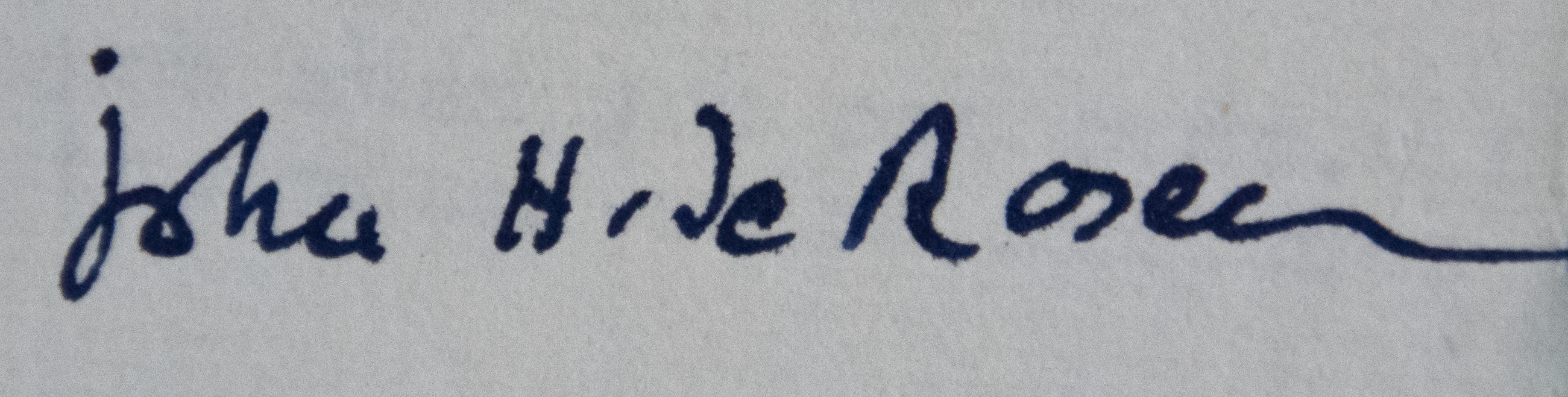
Signatur Rosens

Jan Henryk Rosen (später auch John H. de Rosen) (* 25. Februar 1891 in Warschau, Russisches Kaiserreich; † 22. August 1982 in Arlington, Virginia) war ein polnischer Maler, dessen Werk vor allem großflächige sakrale Wandgestaltungen und Mosaike sowie die Gestaltung von Kirchenfenstern und Arbeiten auf Leinwand umfasst. Ab 1938 lebte und arbeitete er in den Vereinigten Staaten.

## Leben
Jan Henryk Rosen wurde in eine Warschauer Künstlerfamilie geboren. Sein Vater, Jan Bogumil Rosen, war ein namhafter Schlachtenmaler, der auch für die russischen Kaiser Alexander III. und dessen Nachfolger Nikolaus II. Auftragsarbeiten ausführte. Seine Mutter, Wanda Handke, entstammte einer Industriellenfamilie und war ausgebildete Mezzosopranistin. In Soireen pflegte sie einen, von der Warschauer Kulturelite geprägten, kosmopolitischen Umgang, zu dem auch Arthur Rubinstein zählte.
Die Gemütslage jener Zeit war geprägt von dem gescheiterten Januaraufstand 1863/64 der Polen gegen die russische Teilungsmacht, denen Jahrzehnte repressiver und zwangsintegrativer Politik folgten, aus der ein Erstarken des polnischen Nationalismus, vor allem mit Hilfe der katholischen Kirche, resultierte.
Im Jahre 1895 zog die Familie nach Paris, wo Jan Henryk die ersten Jahre seines Lebens verbrachte und schon früh väterliche Unterweisung im Zeichnen und Malen erhielt. Später zog er mit seiner Mutter und den Schwestern Maria (1895–?) und Zofia (1897–1975) nach Montreux (Schweiz), jedoch begleiteten sie den Vater oft bei seinen Reisen zu den Kunstmetropolen Europas.
Im Alter von 10 Jahren konvertierte Jan Henryk 1903 zum Katholizismus, obgleich seine Eltern Protestanten mit jüdischen Vorfahren waren.
1906 besuchte er für acht Monate das Kollegium St. Michael in Fribourg (Schweiz) und beendete danach seine Schulausbildung in Lausanne. An der hiesigen Universität begann Rosen 1910 sein Studium an der geisteswissenschaftlichen Fakultät, ab 1911 besuchte er als Gasthörer Lehrvorträge über Moderne Kunst bei Hugo von Tschudi in München und machte sich mit dem dortigen Kulturangebot vertraut.
An der Sorbonne in Paris, begann er schließlich bis 1914 Kunstgeschichte bei Émile Mâle (1862–1954) zu studieren, der als Autorität auf dem Gebiet der mittelalterlichen Ikonographie Rosens zukünftiges künstlerisches Schaffen vermutlich beeinflusst haben dürfte. Zudem nahm er Unterricht in Mosaiktechnik im Studio Luc-Olivier Mersons in Paris.

Papst Innozenz XI. betet um Gottes Beistand für die Schlacht gegen die osmanische Armee

Der Ausbruch des Ersten Weltkrieges 1914 unterbrach seine Kunsterziehung. Rosen kämpfte auf der Seite der Franzosen im 11. Reiterregiment und nahm an Gefechten in Ypern und an der Somme teil. Er setzte sich für die Zusammenarbeit der polnischen Armee mit der französischen ein und arbeitete als Militärattaché für die polnische Regierung. Er war mit Ignacy Jan Paderewski, dem Pianisten, Komponisten und kurzzeitigen Premierminister der Zweiten Polnischen Republik befreundet, mit dem er 1919 in Genf und Versailles als Militärberater und Delegierter bei den Konferenzen zwischen den Engländern und Franzosen tätig war. Ihm wurden für sein Engagement hohe militärische Auszeichnungen Polens, Frankreichs und Großbritanniens zuteil.
Nach dem Krieg kehrte er zum Studium an die städtische Kunstgewerbeschule nach Warschau zurück und arbeitete zur gleichen Zeit im Auswärtigen Amt. 1923 beendete er diese Tätigkeit, um sich ganz der Malerei widmen zu können. Bei einer Ausstellung im Jahre 1925, zu deren Besuchern auch der Erzbischof Teodorowicz Teodorowicz zählte, präsentierte er seine in den letzten zwei Jahren entstandenen Arbeiten. Der Bischof, der der armenischen Erzeparchie Lemberg angehörte, zeigte sich beeindruckt von den Arbeiten Rosens und bot ihm an, die Räume der armenischen Kathedrale in Lwiw auszugestalten.
Die Ausmalung der Kirche und die Gestaltung der sechs bleiverglasten Fenster beanspruchte den Maler von 1925 bis 1929, alle bis auf ein Wandgemälde wurden in Secco-Technik mit Tempera verfertigt, eine Arbeitsweise, die er kurz zuvor erst bei einem Schweizer Maler in Lausanne erlernt hatte. In einer Fensternische steht eine hölzerne, Silber plattierte Christusfigur von Rosens Schwester Zofia. Die Mosaike der Kirche schuf Józef Mehoffer.
Nach einigen weiteren Arbeiten in Polen, Österreich und für die Privatgemächer des Papstes Pius XI. in Castel Gandolfo (Italien), entschloss er sich, nach einer Einladung des polnischen Gesandtschafters der USA den Festsaal der Botschaft mit einer Wandgestaltung zu versehen, 1937 zur Immigration in die Vereinigten Staaten. Dort schuf er zahlreiche Arbeiten im ganzen Land.

## Die Kunst Jan Henryk Rosens
Rosens Kunst war in erster Linie der Ausgestaltung von Kirchenräumen verpflichtet. Man kann ihn, in Anknüpfung an das väterliche Erbe, als „sakralen Historienmaler“ verstehen. In seinem Aufsatz zu der Ikonografie des „National Shrine of the Immaculate Conception“ zitierte er den Historiker Louis Bréhier: “Religious iconography can be considered as a subsidiary science of Art History.”

Kapelle des Hl. Josef von Arimathäa: Grablegung Christi, National Cathedral of Sts. Peter & Paul, Washington, D.C.

Tatsächlich hat Rosen, besonders in seinen frühen Werken, wie schon sein Vater nationale bzw. religiös-nationale Themen abgebildet, wie die Schlacht am Kahlenberg. Ein Motiv, das auch Gegenstand seiner ersten Auftragsarbeit in den USA war.
In seinen ansonst sakralen Wandgestaltungen greift er, über den biblischen Kanon hinaus, auch Motive aus der Historie des katholischen und anglikanischen Christentums auf und porträtiert deren charismatische Persönlichkeiten.
Stilistisch bezieht Rosen sich auf eine tradierte, altmeisterliche Bildsprache aus der Sakralkunst der Gotik und Renaissance, aber auch auf byzantinische Vorlagen und die Ikonenmalerei. So verwendet er beispielsweise bei seinen Christus-Darstellungen oft den Kreuznimbus und setzt Text- und Namenszusätze als auch Symbolzeichen in den Bildraum. Als bühnenhafter Illusionsraum, dient ihm häufig der Goldgrund, in den er seine jeweilige Szenen stellt. Dabei verwendet er das Gold teils als „Baldachin“, aber auch durchgängig als Hintergrund, wobei Landschaft und Umgebung der jeweiligen Szene im Stil einer Rötelzeichnung den Rahmen bilden, in den die farbig gestalteten Figuren gesetzt werden. Das Zeichnen auf goldenem Grund ist ein durchgängiges Motiv im Œuvre Rosens und wirkt als auratisierendes und sakralisierendes Bildelement, zugleich erreicht er damit aber auch eine ornamentale, materialbezogene Ästhetisierung.
Zahlreiche seiner gestalteten Wandtafeln sind in der Technik der Seccomalerei gefertigt. Als besonders beständige Form der Wandmalerei bietet die Enkaustik den Vorteil einer verfeinerten Textur und Lebendigkeit des Dargestellten. Bei diesem Verfahren wird Farbpulver geschmolzenem Bienenwachs beigemengt und im noch erhitzten Zustand auf den Untergrund bzw. auf den Goldgrund aufgetragen.
Bei seinen Darstellungen bleibt Rosen meist im tradiert programmatischen Kolorit, folglich dominieren in seinen Bildgestaltungen die Farben Rot (Christus etc.), Blau (Maria etc.), Weiß/Silber (Heiligkeit etc.) und das bereits erwähnte Gold. Alle Farben nutzt er auch zur Ausgestaltung des Himmels.

Mosaik des Christus Pantokrator (Christ Pantocrator, National Shrine of the Immaculate Conception, Washington, D.C.)

Sein Werk ist daher ohne die Bezugnahme auf historische Vorbilder undenkbar. So gibt er zu seiner Darstellung des Christ Pantocrator einen kurzen Abriss zur Entstehung und Wandlung des Pantokrator-Bildes seit dem 11. Jahrhundert in Westeuropa: “He is majestic, but He is shown seated, in his full body, younger and more compassionate, He wears a scarlet cloak, but the chest is bare and His wound in the side is clearly visible. His face is radiant.”
Er selbst verwahrte sich gegen die Vorstellung der Kirche als musealen Ort oder Experimentierfeld, ebenso gegen den Zeitgeist eines „neuen Ikonoklasmus“. Nach Rosens Dafürhalten ist der Weg glaubhaft gestalteter Sakralkunst folgender: “The safe road to follow will always be simplicity and honesty. Honesty of material used and simplicity of shape. Avoid poor imitations. Ugliness and cheapness are ageless. We have to rely on our good sense and the lessons of the past ...”
Eingedenk dessen kann Rosen, im Sinne Beato Angelicos, als ein gläubiger Maler bezeichnet werden, der seine Arbeit im strengsten Sinne als Berufung sah. Der Inhalt seiner Werke hatte die Lehre und Tradition der katholischen Kirche in ihrer Bedeutung zu exemplifizieren. Seine Inspiration aus mittelalterlichen Quellen ist daher konsequent, liegen sie doch vor Reformation und Aufklärung, die andere Alternativen einer Weltdeutung eröffneten.
Es wundert daher wenig, wenn in vielen neugotischen Kirchen Nord-Amerikas ein von mittelalterlicher Ikonografie inspirierter Stil bemüht wurde, der eine Brücke zu der Sakralkunst Europas und zu den „Ursprüngen“ schlagen sollte.

### Bildsprache

Einsetzung der Eucharistie, Armenische Kathedrale, Lwiw

Früh hatte Rosen seine Form der künstlerischen Bildgestaltung gefunden. Bei der Ausgestaltung der armenischen Kirche in Lwiw, ist der für sein künftiges Schaffen prägende Stil bereits vorgebildet. Auffällig dabei ist die Ähnlichkeit mit der Bildsprache des Jugendstils. Betrachtet man jedoch das oben angeführte Zitat, in dem er auf die „Einfachheit der Form“ und den „Lektionen der Vergangenheit“ rekurriert, erhält der Bezug auf diese Kunstepoche durchaus Plausibilität. War diese paneuropäische Erscheinung im Übergang zum 20. Jahrhundert auch unter verschiedenen Namen und Ausprägungen in Erscheinung getreten, waren ihr doch zwei wesentliche Motive eigen. Zum einen der Rückgriff auf ein mythisches Bild des Mittelalters und dessen Märchen und Sagenstoffe. Dazu kam ein sich zur Schau stellender Antimodernismus, der sich nach einer vorindustriellen, dem Handwerk verpflichteten Zeit sehnte. Das andere Motiv war die Sprache der Gebärde und expressiven Geste, mit der man versuchte, „dem Seelischen“ als Schibboleth des Zeitgeistes, Ausdruck zu verleihen, das die Sehnsucht nach dem Aufgehen des individuierten Ichs in der Unendlichkeit einer „All-Natur“ symbolisieren sollte. Erreicht werden sollte dies bildnerisch mittels des Gestaltungselementes der Linie oder Kontur und der sich daraus bedingenden Flächigkeit der dargestellten Figur oder des Objektes. Eine Art der Stilisierung, Pathetisierung oder Heroisierung, die auch der Stummfilm jener Zeit reproduziert, in der Rosen die Ausmalung der armenischen Kirche unternimmt und so stehen beispielsweise auch die expressionistischen Filme Fritz Langs („Der müde Tod“, „Die Nibelungen“), noch im Nachhall der verblassenden Epoche des Jugendstils.

Begräbnis des Hl. Odilo, Armenische Kathedrale, Lwiw

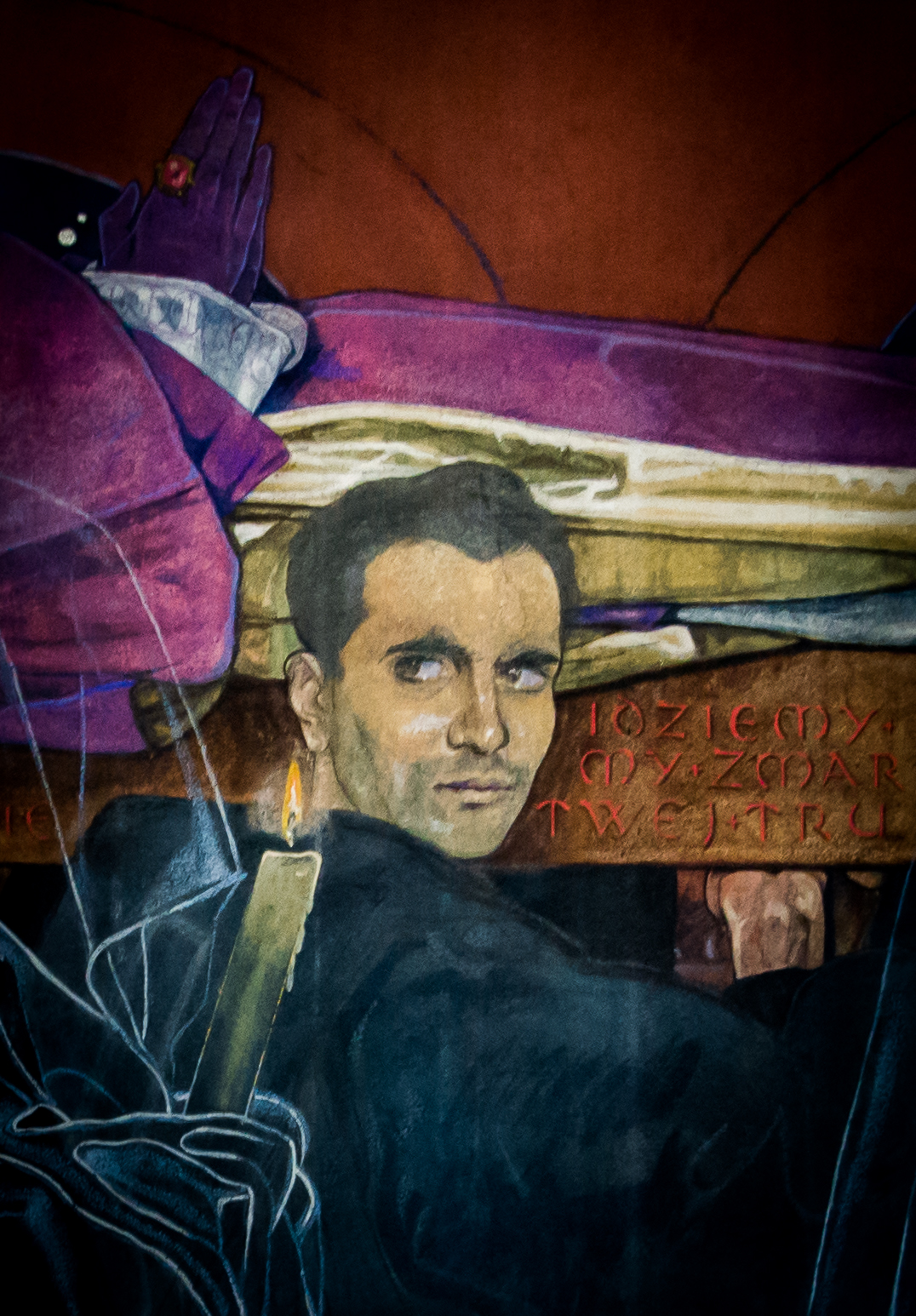
Selbstporträt (Detail) im Wandbild „Begräbnis des Hl. Odilo“

Der von ihm gestalte Kircheninnenraum (1925–1929) vereinigt beide oben angeführten Elemente. Zum einen entwirft er eine von mittelalterlichem Gepräge bestimmte Bildsprache und auch Aufteilung der einzelnen Wandbilder, die in ihrer szenischen Gliederung an die Holzschnittdrucke auf den Seiten der Armenbibel (Biblia pauperna) erinnern. Darüber hinaus jedoch reproduziert er sogar konkrete Details aus der sogenannten Bamberger Apokalypse – eine aus dem 11. Jahrhundert stammenden illuminierten Handschrift. Die verwendeten Miniaturen finden sich, kaum sichtbar, in einem großformatigen Wandbildes der Kirchennordseite, auf dem er das Begräbnis des Odilo von Cluny darstellt. Sie erscheinen dabei als eine Art „figürliche(r) Stickereien oder Bemalungen auf den reich verzierten Wandbehängen“, im Hintergrund der gemalten Szene. In ihrer Komposition und ihrem Erscheinungsbild weist die Figurengruppe, die den Leichnam des hl. Odilio trägt, zudem eine erstaunliche Ähnlichkeit mit dem Ende des 15. Jh.s entstandenen Grabmal von Philippe Pot auf, einer aus Kalkstein gefertigten Skulpturengruppe, die im Louvre, Paris, ausgestellt ist.
Vordergründig sind auf dem Bild drei Umrisse zu erkennen, die versetzt zu den drei Trägern des Leichnams des heiligen Odilo skizziert sind. Mit diesen figurativen „Seelenschatten“ nimmt Rosen Bezug auf den von Odilo begründeten Allerseelentag und bringt deren allegorisches Wesen mittels der Gestaltung der „Linie“ bzw. „Fläche“ hervor, indem er sich als Formprinzip einer Kunst dienstbar macht, die, obwohl monistisch und antimetaphysisch, in dem verklärten Menschen ihr Ideal sieht, der aller Körperlichkeit ledig und nur noch Seelen- oder Astralleib ist. (R. Steiner)
Ist die silhouettenhafte Komposition hier vorrangig, gilt jedoch der jugendstiltypische, teils konturierte, flächig reduzierte Duktus – wenn auch nicht in diesem Maße – für das gesamte Bildwerk Rosens. Vielen seiner Gestaltungen wohnt daher ein dekoratives, in seiner Komposition illustratives Moment inne. Die Reduzierung der räumlich-körperlichen Perspektive bewirkt, dass die Figuren wie Abdrücke erscheinen, denen die Ästhetik eines Ornaments innewohnt. Die scheinbar übermenschliche und theatralische Attitüde seiner Bildgestalten findet dann den Bezug zum Individuum zurück, wenn er als Konterfei seiner Figuren Porträts realer Personen, zumeist Mitglieder der Kirchengemeinde, für die er tätig war, setzt.
Rosen scheint darüber hinaus, am Anfang seines Schaffens, auch aus der dem Jugendstil nahestehenden Kunstströmung des Symbolismus, Anregung für seine Kunst erhalten zu haben. In einem dem Odilo gegenüberliegenden Wandbild an der Südwand der Kirche, erzielt Rosen für die Darstellung des abgeschlagenen Kopfes Johannes des Täufers eine ähnliche Wirkung, wie sie Gustave Moreau in seinem Bild Die Erscheinung von 1875 gezeigt hatte.
Während im Jugendstil Nixen, Nymphen und andere Halbwesen Gegenstand der Darstellung und Mittler einer gottlosen, animistischen Naturlehre wurden, stattet Rosen, nach tradierter Eschatologie, seine Tableaus mit Heiligen, Engelswesen und dem Erlöser aus. War im Jugendstil die topografische Verortung der Erlösung bzw. Auflösung dem Verborgenen, Unbewussten (S. Freud) bzw. dem Vegitabilen und Aquatischen (E. Haeckel) zugeeignet, kann Rosen der christlichen Programmatik entsprechend einen aufwärtsstrebenden Blick entwerfen. Sein oft mit Wolken und Sternbildern geschmücktes Firmament ist die Gewissheit des Himmelreiches ohne jeden Zweifel eingeschrieben.

## Werke (Auswahl)
Werke Rosens in Europa:
- Ohne Titel, Schweiz
- Steinigung des Hl. Stephanus

Armenische Kathedrale, Lwiw, Ukraine:
- Apsis: Einsetzung der Eucharistie
- Querschiff (Südwand): Kreuzigung
- Querschiff (Nordwand): Anbetung der Hirten
- Querschifffenster: Hl. Paulus u. Hl. Augustinus
- Chorbogen (Westen): Allegorien der fünf Sinne, Allegorien der sieben Gaben des Heiligen Geistes; Chorbogen (Osten): Cherubim

Südwand (Blick von der Apsis in den Kirchenraum):

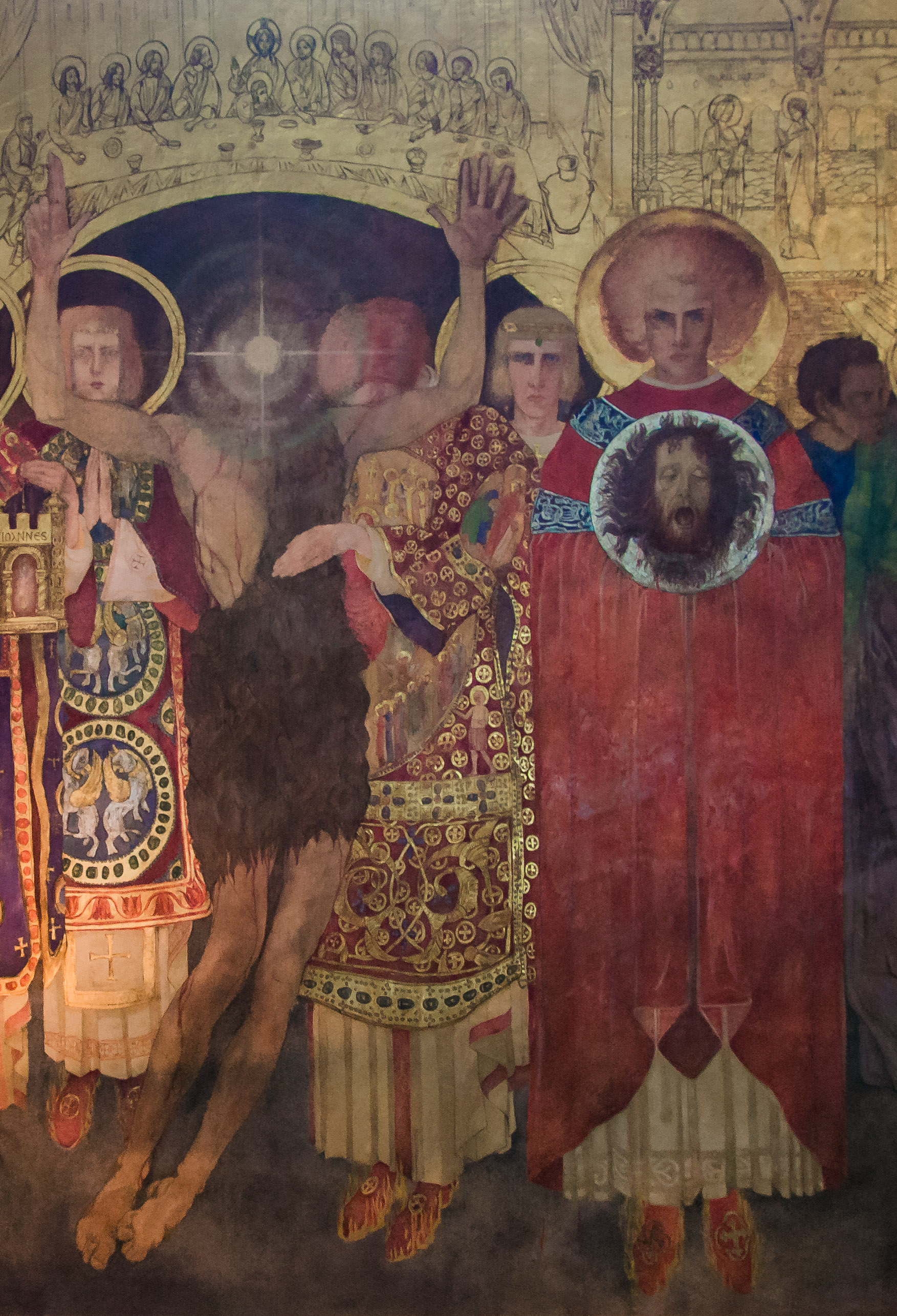
Verherrlichung des enthaupteten Johannes, Armenische Kathedrale, Lwiw (Detail)

- Erstes Segment: Verherrlichung Johannes des Täufers, Holzfäller mit Axt/Tanzende Kinder, Engel in Anbetung (Jüngstes Gericht), Engel bekämpfen die Schlangenbrut
- Mittelschifffenster I: Szenen aus dem Leben Johannes des Täufers
- Zweites Segment: Die Verkündigung, Die Erscheinung Elijas im Feuerwagen und Maria mit dem Jesuskind, Erythräische und Libysche Sibylle
- Mittelschifffenster II: Wurzel Jesse
- Drittes Segment: Abrahams Opfer
- Mittelschiff-Fenster III: Vorchristliche Mysterien

Nordwand (Blick von der Apsis in den Kirchenraum):
- Erstes Segment: Hl. Blasius, Hl.Dionysius, Hl. Pantaleon, Hl.Achatius, Hl. Cyriacus, Hl. Margareta, Hl. Barbara, Hl. Eustachius, Hl. Vitus und Hl. Erasmus (10 Nothelfer) Davor in Fensternische: Silber plattierte Statue Christus, der Gute Hirte von Rosen Schwester Zofia.
- Zweites Segment: Begräbnis des Hl. Odilon / Hl. Ägidius, Hl. Georg, Hl. Christophorus mit Jesuskind (3 Nothelfer)
- Mittelschifffenster II: Szenen der Geschichte von Armeniern in Lwiw
- Drittes Segment: Engel tragen den Körper der Hl. Katharina von Alexandrien zum Berg Sinai (Nothelfer)[14]

Armenisches Theologisches Seminar, Lwiw, Ukraine:
- Letzte Messe des Hl. Lukian von Antiochia

Vatikan Internationale Verlagsausstellung, Polnischer Pavillon, Rom, Italien, heute in Warschau, Polen:
- Polen Mutter der Heiligen und Schild des Christentums

St. Josefskirche, Kahlenberg, Österreich, Kapelle König Sobieskis:
- Papst Innozenz XI. betet um den Beistand Gottes
- Messe mit König Sobieski vor der Schlacht um Wien
- Gemälde über dem Ausgang: polnischer Soldat mit erbeuteter Standarte Kara Mustafas vor dem Hl. Josef kniend, daneben der Hl. Leopold und Johannes Capistranus

Päpstliche Privatkapelle, Castel Gandolfo, Rom, Italien:
- Wunder an der Weichsel, Tod des Fr. Ignacy Skorupka
- Verteidigung Częstochowas gegen die Schweden

Gemeindekirche St. Martin, Krościenko Wyżne, Polen:
- Jesus sendet Johannes Jünger, ihm zu berichten
- Hl. Martin zerschneidet seinen Mantel
- Kreuzigung
- Hl. Cäcilia empfängt die „Krone des Märtyrertums“

Werke Rosens in den USA:
Polnische Botschaft, Washington, D.C.
- Glory of Polish Arms (Ruhm der Polnischen Armee)

Polnischer Pavillon, New York Weltausstellung 1939, heute Polish Museum of America, Chicago, Illinois:
- Ausstellungsplakat
- Poland’s Past (Polens Vergangenheit)
- Poland's Future (Polens Zukunft)

National Cathedral of Sts. Peter & Paul, Washington, D.C.
- Chapel of St. Joseph of Arimathea (Kapelle des Hl. Josef von Arimathäa): Entombment of Christ (Grablegung Christi)

Wesleyan Memorial Hospital, Chicago, Illinois, früher Memphis, Tennessee:
- The Divine Healer (Der göttliche Heiler)

Lutheran Theological Seminary, Gettysburg, Pennsylvania:
- Lo I am With You Always (Siehe, Ich bin mit Euch Alle Tage)

St. Vincent Archabbey, Latrobe, Pennsylvania:
- Monte Cassino

St. Ambrose Catholic Church, West Hollywood, California:
- St. Ambrose with Holy Trinity (Hl. Ambrosius mit Heiliger Dreifaltigkeit)

US Conference of Catholic Bishops, Washington, D.C.:
- Christ Enthroned (Christus thronend)
- Madonna of the Robe (Madonna der (schützenden) Robe)
- Granting of the NCWC (National Catholic Welfare Conference) Charter (Gewährung der NCWC Charter)

St James Lutharan Church, Washington, D.C.:
- Christ Blessing the Loaves and Fishes (Christus segnet die Brotlaibe und Fische)

Ukrainian Catholic Seminary, Stamford, Connecticut:
- Entombment of Christ (Grablegung Christi)
- Christ the Teacher (Christus der Lehrer)
- Resurrection of Christ (Auferstehung Christi)
- Good Friday Veils (Karfreitag Tücher, Textil)

Our Lady Queen of the Most Holy Rosary Cathedral, Toledo, Ohio:
- Battle of Lepanto (Schlacht von Lepanto)
- Battle of Temesvar (Belagerung von Temeswar)
- Mysteries of the Rosary (Mysterien des Rosenkranzes)

Die Hl. Klara nimmt Zuflucht zur Heiligen Mutter Kirche, Grace Cathedral, San Francisco

Der erste anglikanische Gottesdienst in Nord Amerika in Anwesenheit von Francis Drake 1579, Grace Cathedral, San Francisco

Geburtskapelle, Grace Cathedral, San Francisco

Anglican Grace Cathedral, San Francisco, California:
- Chapel of the nativity (Geburtskapelle)
- First Anglican Service Held in North America (Erster Anglikanischer Gottesdienst in Nord Amerika)
- Bishop Kip (Bischof Kip)
- St. Clare Offering Herself to Mother Church (Die Hl. Klara nimmt Zuflucht zur Heiligen Mutter Kirche)
- St. Augustine Meets British King Ethelbert Augustinus (von Canterbury) trifft den britischen König Æthelberht
- Consecration of Samuel Seabury, First Anglican American Bishop (Weihe von Samuel Seabury, Erster Anglikanischer Bischof)
- Rediscovery of Monterey Bay (Wiederentdeckung der Monterey Bucht)

St. Bernhard Catholic Church, Mt. Lebanon, Pennsylvania:
- The Lady Chapel (Liebfrauenkapelle), Kirchenkrypta: Our Lady of the Alleghenies (Unsere Liebe Frau der Allegheny Berge)
- Obere Kirche: Assumption of the Blessed Virgin to Heaven (Himmelfahrt der gesegneten Jungfrau in den Himmel)
- Chapel of St. Joseph: Szenen aus dem Leben St. Josephs, Kreuzigungsbild
- Untere Kirche, Kuppeldach: Pantokrator und vier Abschnitte frühchristlicher Missionare
- Altar: St. Joseph and Doctors of the Eastern and Western Church (Hl. Josef und Ärzte der Ost und West Kirche)

St. Mary Catholic Church, Edgerton, Ohio:
- Kreuzigungstriptychon

St. John Episcopal Church, Memphis, Tennessee:
- Christ Triumphant (Christus Triumphator)
- Holy Mother Enthroned (Heilige Mutter Thronend)
- The Annunciation (Verkündigung)
- The Visitation (Heimsuchung)
- Baptism of Priscilla, Martyr (Taufe Priscas, Märtyrerin)
- Baptism of God’s Son (Taufe Sohn Gottes)
- Baptism of St. Augustine Hippo (Taufe des Hl. Augustinus von Hippo)
- Christ the Judge (Christus der Richter)

St. Luke’s Mission of Mercy, früher St. Luke Catholic Church, Buffalo, New York:
- Kuppel: Trinity (Trinität)

St. Like Episcopal Church, Prescott, Arizona:
- Sermon on the Mount (Bergpredigt)

Mary Star of the Sea Church, La Jolla, California:
- Mary Star of the Sea (Maria Stern des Meeres)

St. Cathrine Military School Chaple, Dominican Sisters. Anaheim, California:
- Außenfassade: Mosaics of the Christian Teachers (Mosaike der Lehrer des Christentums)
- Innenraum: Christ and the Apostles (Christus und die Apostel)
- Ostfenster: Mary Mother of God (Maria Mutter Gottes)
- Nordwand: Seat of Wisdom (Sitz des Weisheit)
- Südfenster: Christ the Creator (Christus der Schöpfer), Stations of the Cross and Seven Sacraments (Kreuzwegstationen und die Sieben Sakramente), Descent of Truth (Herabkunft der Wahrheit)

Chapel of the Dominican Sisters, Mother House, Oxford, Michigan, heute: Queen of the Family Retreat Center:
- Mosaik mit Gottesmutter, Thomas von Aquin und Katharina von Siena

St. Stephen Martyr, Catholic Church, Monterey Park, California:
- Fourteen Stations of the Cross (Die vierzehn Kreuzwegstationen)

Basilica of St. Louis, St. Louis, Missouri:
- Domkuppel: verschiedene Mosaikbilder mit Visionen des apokalyptischen Jerusalem

St. Basil the Great Church, Vallejo, California:
- Christ in Majesty and Grandeur (Christus in Größe und Erhabenheit)

Visitation Preparatory School, Georgetown, Washington, D.C.:
- St. Joseph Hall: Young Christ Working with His Earthly Father (Der junge Christus arbeitet mit seinem irdischen Vater)

St. Genevieve Church, Canonsburg, Pennsylvania:
- Triptychon mit Szenen der Hl. Genoveva

St. John Vianney College Seminary, Miami, Florida:
- Mosaik mit Hl. Petrus

Portal der St. Matthew Cathedral, Washington, D.C.

Mosaik im Innenraum der St. Matthew Cathedral, Braking of the Bread (Brotbrechen)

St. Matthew Cathedral, Washington, D.C.:
- Mosaik über dem Eingang: St. Matthew (Hl. Matthäus)
- Mosaike Innenraum: Taufszene mit Engel und Jesus als Heiler / Brotbrechen (Vergegenwärtigung Christi)

Holy Family Church, Pittsburgh, Pennsylvania, heute in Doylestown:
- Poland Ever Faithful (Polen Immer Treu)

National Shrine of the Immaculate Conception, Washington, D.C.:
- Christ Pantocrator (Christus Pantokrator)
- Außenbereich Mosaike über Türbögen

Michaelite Order, Mother House, Poland:
- St Michael Archangel (Erzengel Michael)

St. Ann Catholic Church, Chevy Chase, Maryland:
- Creche (Kinderkrippe)
- Christ Heals Deaf Mute (Christus Heilt Taubstummen)

Church of St. Agnes, Washington, D.C.:
- Altarbild mit der Hl. Agnes

St. Edmund Episcopal Church, San Marino, California:
- Altarbild mit Christus

Fr. Justin Radio Hour Studio, Athol Springs, New York, heute: Ellicott City, Maryland:
- St. Bonaventura (Hl. Bonaventura)
- Jesus
- St. Francis (Hl. Franz)
- Unknown (St. Benedict?) (Unbekannt - Hl. Benedikt?)
- St. Paul (Hl. Paulus)
- St. Joseph (Hl. Josef)
- St. John the Baptist (Johannes der Täufer)
- Virgin Mary (Jungfrau Maria)[15]

## Vermischtes
In der US-amerikanischen Fernsehserie Sense8 wurde in der 8. Episode der zweiten Staffel die Grace Cathedral in San Francisco als Drehort verwendet, in der die dortigen Wandgemälde Rosens, im Besonderen aber die Geburtskapelle, gezeigt werden.